# Sergnano
Sergnano (Sergnà in dialetto cremasco) è un comune italiano di 3 458 abitanti della provincia di Cremona in Lombardia. Possiede una frazione chiamata Trezzolasco. Confina con i comuni di Casale Cremasco-Vidolasco, Pianengo, Capralba, Ricengo e Mozzanica.

## Storia
Sergnano (anticamente Serenianum dall'antico colono romano Serenius) è una località di origine prediale, nata quindi dalla proprietà agricola del colono Serenius; proprietà ottenuta in seguito all'operazione di centuriazione del I secolo d. C. Dal 1454 appartenne al territorio di Crema sotto la sovranità veneziana.
In età napoleonica (1809-16) furono aggregati a Sergnano i comuni di Casale, Pianengo e Trezzolasco, che recuperarono l'autonomia con l'istituzione del Regno Lombardo-Veneto. Trezzolasco fu poi aggregata definitivamente nel 1868.

### Simboli
Lo stemma e il gonfalone sono stati adottati con deliberazione del consiglio comunale del 7 marzo 1988 e concessi con decreto del presidente della Repubblica del 15 settembre 1988.
Stemma
Gonfalone

## Monumenti e luoghi d'interesse

### Architetture religiose
- Chiesa parrocchiale di san Martino Vescovo, di antichissime origini, l'aspetto attuale deriva da una riedificazione del XVII secolo.
- Oratorio di san Rocco, edificio di cui si trova la prima traccia nel 1583.
- Santuario di Santa Maria del Binengo, luogo di culto mariano posto in posizione isolata a sud dell'abitato.

## Società

### Evoluzione demografica
Abitanti censiti

### Etnie e minoranze straniere
Al 31 dicembre 2020 i cittadini stranieri sono 336. Le comunità nazionali numericamente significative sono:
1. Romania, 118
2. Marocco, 38
3. Albania, 33
4. India, 24

## Cultura

### Eventi
- Palio Sergnanese
- Maggio Sergnanese
- Aprile Sergnanese per ragazzi delle medie (non viene più svolto dal 2016)
- Festa d'autunno (Settembre)
- Festa del Binengo (inizio Settembre/fine Agosto)
- Grest (Giugno-Luglio)
- Sagra di San Martino (11 novembre)

## Geografia antropica[8]

### Frazioni
Il territorio comunale comprende il capoluogo e la frazione di Trezzolasco.

## Infrastrutture e trasporti

### Strade
Il territorio è attraversato dalle seguenti strade provinciali:
- strada provinciale Vidolaschese
- CR SP 12 Sergnano-Camisano

## Amministrazione
Elenco dei sindaci dal 1985 ad oggi.
| Periodo | Periodo   | Primo cittadino       | Partito                           | Carica  | Note |
| ------- | --------- | --------------------- | --------------------------------- | ------- | ---- |
| 1985    | 1990      | Maurizio Grassi       | Democrazia Cristiana              | sindaco |      |
| 1990    | 1995      | Maurizio Grassi       | Democrazia Cristiana              | sindaco |      |
| 1995    | 1999      | Domenico Benelli      | sinistra                          | sindaco |      |
| 1999    | 2004      | Domenico Franceschini | destra                            | sindaco |      |
| 2004    | 2009      | Domenico Franceschini | destra                            | sindaco |      |
| 2009    | 2014      | Gianluigi Bernardi    | Il Popolo della Libertà-Lega Nord | sindaco |      |
| 2014    | 2019      | Gianluigi Bernardi    | lista civica                      | sindaco |      |
| 2019    | 2024      | Angelo Scarpelli      | lista civica                      | sindaco |      |
| 2024    | in carica | Mauro Giroletti       | lista civica                      | sindaco |      |